# Ando ganas (Llora llora)
«Ando ganas (Llora llora)» es una canción y sencillo del grupo musical de Argentina Los Piojos. Incluida originalmente en su segundo álbum de estudio que fue titulado Ay ay ay del año 1994. Fue lanzada como sencillo en 1999, para promocionar el primer álbum en vivo de Los Piojos titulado Ritual.